# Конор Гаурігейн
Конор Гаурігейн (англ. Conor Hourihane, нар. 2 лютого 1991, Корк) — ірландський футболіст, півзахисник клубу «Астон Вілла». На умовах оренди виступає за «Шеффілд Юнайтед».
Виступав, зокрема, за клуби «Барнслі», «Суонсі Сіті» а також національну збірну Ірландії.

## Клубна кар'єра
Народився 2 лютого 1991 року в місті Корк. Вихованець футбольної школи клубу «Сандерленд». Дорослу футбольну кар'єру розпочав 2009 року в основній команді того ж клубу, в якій провів один сезон. 
Згодом з 2010 по 2014 рік грав у складі команд клубів «Іпсвіч Таун» та «Плімут».
Своєю грою за останню команду привернув увагу представників тренерського штабу клубу «Барнслі», до складу якого приєднався 23 червня 2014 року, підписавши з «дворнягами» 3-річний контракт. Відіграв за клуб з Барнслі наступні три сезони своєї ігрової кар'єри. Більшість часу, проведеного у складі «Барнслі», був основним гравцем команди.
До складу клубу «Астон Вілла» приєднався 26 січня 2017 року, підписавши з клубом 3-річний контракт. Станом на 8 травня 2021 року відіграв за команду з Бірмінгема 132 матчі в національному чемпіонаті.
20 січня 2021 до кінця сезону був орендований клубом «Суонсі Сіті».

## Виступи за збірні
2009 року дебютував у складі юнацької збірної Ірландії, взяв участь у 14 іграх на юнацькому рівні.
Протягом 2010–2012 років залучався до складу молодіжної збірної Ірландії. На молодіжному рівні зіграв у 8 офіційних матчах, забив 1 гол.
2017 року дебютував в офіційних матчах у складі національної збірної Ірландії.

## Статистика виступів

### Статистика клубних виступів
Станом на 27 травня 2019.
| Клуб              | Сезон             | Ліга              | Ліга | Ліга  | Кубок | Кубок | Кубок ліги | Кубок ліги | Інші змагання | Інші змагання | Усього | Усього |
| Клуб              | Сезон             | Дивізіон          | Ігор | Голів | Ігор  | Голів | Ігор       | Голів      | Ігор          | Голів         | Ігор   | Голів  |
| ----------------- | ----------------- | ----------------- | ---- | ----- | ----- | ----- | ---------- | ---------- | ------------- | ------------- | ------ | ------ |
| «Сандерленд»      | 2009–10           | Прем'єр-ліга      | 0    | 0     | 0     | 0     | 0          | 0          | 0             | 0             | 0      | 0      |
| «Іпсвіч Таун»     | 2010–11           | Чемпіоншип        | 0    | 0     | 0     | 0     | 0          | 0          | 0             | 0             | 0      | 0      |
| «Плімут»          | 2011–12           | Друга ліга        | 38   | 2     | 2     | 0     | 1          | 0          | 1             | 0             | 42     | 2      |
| «Плімут»          | 2012–13           | Друга ліга        | 42   | 5     | 1     | 0     | 2          | 0          | 2             | 0             | 47     | 5      |
| «Плімут»          | 2013–14           | Друга ліга        | 45   | 8     | 5     | 1     | 1          | 0          | 2             | 0             | 53     | 9      |
| «Плімут»          | Усього            | Усього            | 125  | 15    | 8     | 1     | 4          |            | 5             | 0             | 142    | 16     |
| «Барнслі»         | 2014–15           | Перша ліга        | 46   | 13    | 3     | 1     | 1          | 0          | 3             | 0             | 53     | 14     |
| «Барнслі»         | 2015–16           | Перша ліга        | 41   | 10    | 1     | 0     | 2          | 1          | 6             | 1             | 50     | 12     |
| «Барнслі»         | 2016–17           | Чемпіоншип        | 25   | 6     | 1     | 0     | 2          | 0          | 0             | 0             | 28     | 6      |
| «Барнслі»         | Усього            | Усього            | 112  | 29    | 7     | 1     | 5          | 1          | 9             | 1             | 126    | 32     |
| «Астон Вілла»     | 2016–17           | Чемпіоншип        | 17   | 1     | 0     | 0     | 0          | 0          | 0             | 0             | 17     | 1      |
| «Астон Вілла»     | 2017–18           | Чемпіоншип        | 41   | 11    | 1     | 0     | 1          | 0          | 3             | 0             | 46     | 11     |
| «Астон Вілла»     | 2018–19           | Чемпіоншип        | 43   | 7     | 0     | 0     | 2          | 1          | 3             | 1             | 48     | 9      |
| «Астон Вілла»     | Усього            | Усього            | 101  | 19    | 1     | 0     | 3          | 1          | 6             | 1             | 111    | 21     |
| Усього за кар'єру | Усього за кар'єру | Усього за кар'єру | 338  | 63    | 14    | 2     | 12         | 2          | 20            | 2             | 384    | 69     |

### Матчі за збірну
| Дата       | Місто         | Господарі | Результат | Гості             | Турнір                               | Голи | Примітки |
| ---------- | ------------- | --------- | --------- | ----------------- | ------------------------------------ | ---- | -------- |
| 28-3-2017  | Дублін        | Ірландія  | 0 – 1     | Ісландія          | товариський матч                     | -    | 63'      |
| 2-6-2017   | Іст-Ратерфорд | Мексика   | 3 – 1     | Ірландія          | товариський матч                     | -    | 64'      |
| 5-9-2017   | Дублін        | Ірландія  | 0 – 1     | Сербія            | Відбір до ЧС 2018                    | -    | 80'      |
| 14-11-2017 | Дублін        | Ірландія  | 1 – 5     | Данія             | Відбір до ЧС 2018                    | -    | 90+3'    |
| 23-3-2018  | Анталія       | Туреччина | 1 – 0     | Ірландія          | товариський матч                     | -    | 68'      |
| 6-9-2018   | Кардіфф       | Уельс     | 4 – 1     | Ірландія          | Ліга націй УЄФА 2018-2019 - 1-й етап | -    | 56'      |
| 11-9-2018  | Вроцлав       | Польща    | 1 – 1     | Ірландія          | товариський матч                     | -    | 73'      |
| 15-11-2018 | Дублін        | Ірландія  | 0 – 0     | Північна Ірландія | товариський матч                     | -    | 36'      |
| 23-3-2019  | Гібралтар     | Гібралтар | 0 – 1     | Ірландія          | Відбір до ЧЄ 2020                    | -    |          |
| 26-3-2019  | Дублін        | Ірландія  | 1 – 0     | Грузія            | Відбір до ЧЄ 2020                    | 1    |          |
| 7-6-2019   | Копенгаген    | Данія     | 1 – 1     | Ірландія          | Відбір до ЧЄ 2020                    | -    | 31' 82'  |
| 10-6-2019  | Дублін        | Ірландія  | 2 – 0     | Гібралтар         | Відбір до ЧЄ 2020                    | -    |          |
| Усього     |               | Матчів    | 12        |                   | Голів                                | 1    |          |